# Tchourtchkhela
Le tchourtchkhela (en géorgien : ჩურჩხელა), également nommé soutzoukos (en grec moderne : σουτζούκος), djevizli soudjouk (en turc : cevizli sucuk) et kaghtsr sujukh (en arménien : քաղցր սուջուխ), est une confiserie traditionnelle géorgienne, inscrite sur la liste du patrimoine culturel intangible de la Géorgie,. Les ingrédients principaux sont le jus de raisin, les noix — remplacées dans certains cas par des amandes ou des noisettes —, et la farine.
Il est également populaire dans les pays d'émigration de population géorgienne (Russie, Turquie, Grèce, Chypre et Israël en particulier), ainsi qu'en Arménie, en Algérie (villes de Miliana et Médéa).

## Préparation

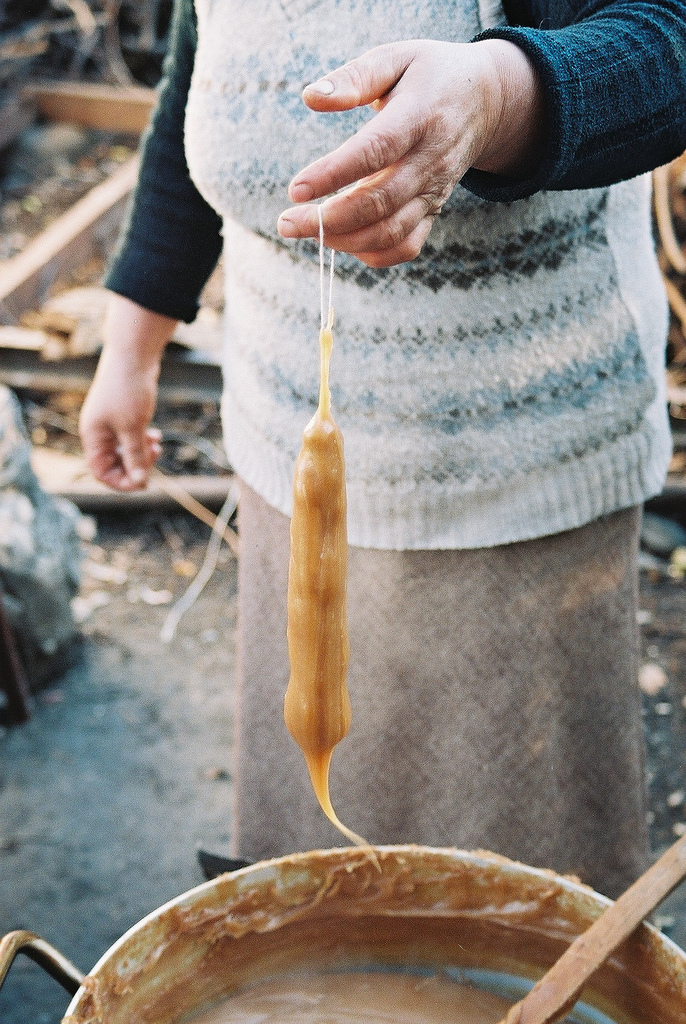
Préparation d'un tchourtchkhela aux noix et jus de raisin blanc.

En Géorgie, le tchourtchkhela est un produit fait maison et non industrialisé. Les Géorgiens le préparent généralement en automne lorsque le raisin et la noix sont récoltées car ce sont les principaux ingrédients de ce mets. C'est un enfilement de noix qui ont été trempées dans du jus de raisin appelé phelamushi (jus de raisin épaissi avec de la farine pouvant quelquefois contenir de l'alcool), et séché au soleil. Des noisettes sont parfois utilisées dans les régions de l'ouest de la Géorgie à la place des noix ou des amandes. La forme du tchourtchkhela ressemble à celle d'une bougie, certains l'assimilent à une saucisse. Le tchourtchkhela est réputé dans les régions de Kakhétie et d'Iméréthie qui sont connues comme la patrie du vin.
La préparation se déroule également en deux étapes. La première étape est la fabrication de la gelée. Le jus est extrait de raisins de bonne qualité. Il est placé dans un chaudron en bronze, le chartzin, et cuit à feu doux. À ébullition, un minerai blanc, l'asproi, est ajouté : il absorbe les impuretés et remonte à la surface où il peut être enlevé. Une fois le jus parfaitement limpide, il doit refroidir. De la farine est alors ajoutée, tout en remuant et chauffant le mélange. Quand il est à bonne consistance, il est retiré du feu. Le mélange, nommé palouzes, est maintenant prêt : les cerneaux de noix ou les amandes y sont plongés après avoir été enfilés sur des fils d'environ deux ou trois mètres de longueur jusqu'à ce qu'ils soient complètement couverts. Ce processus est répété plusieurs fois (habituellement trois fois) jusqu'à ce que les soutzoukos aient l'épaisseur désirée. Ils sont alors mis à sécher pendant cinq ou six jours et seront prêts pour la consommation pour ceux qui aiment les manger frais ou pour le stockage.

## Consommation
Les guerriers géorgiens emportaient des tchourtchkhelas avec eux, car ils contiennent beaucoup de calories, sont facilement transportables et se conservent longtemps.
Le tchourtchkhela — de par sa consistance sucrée — est mangé comme une confiserie, en dessert, en Géorgie. Il est souvent offert pendant la période des fêtes de fin d'année (au nouvel an et au noël orthodoxe le 7 janvier) avec le gozinaki. Le soutzoukos est mangé comme amuse-gueule, par exemple avec du vin ou de la zivania, à Chypre.

## Galerie

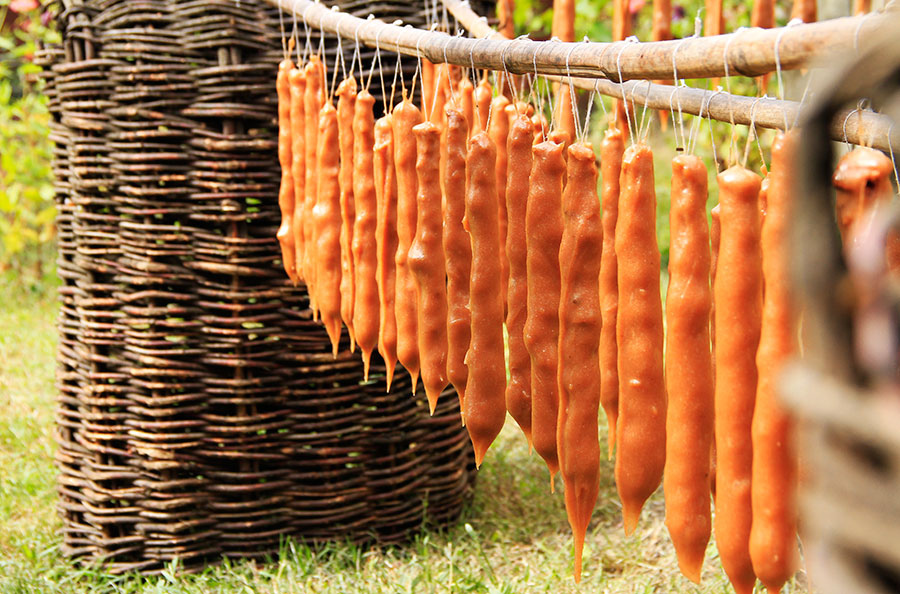
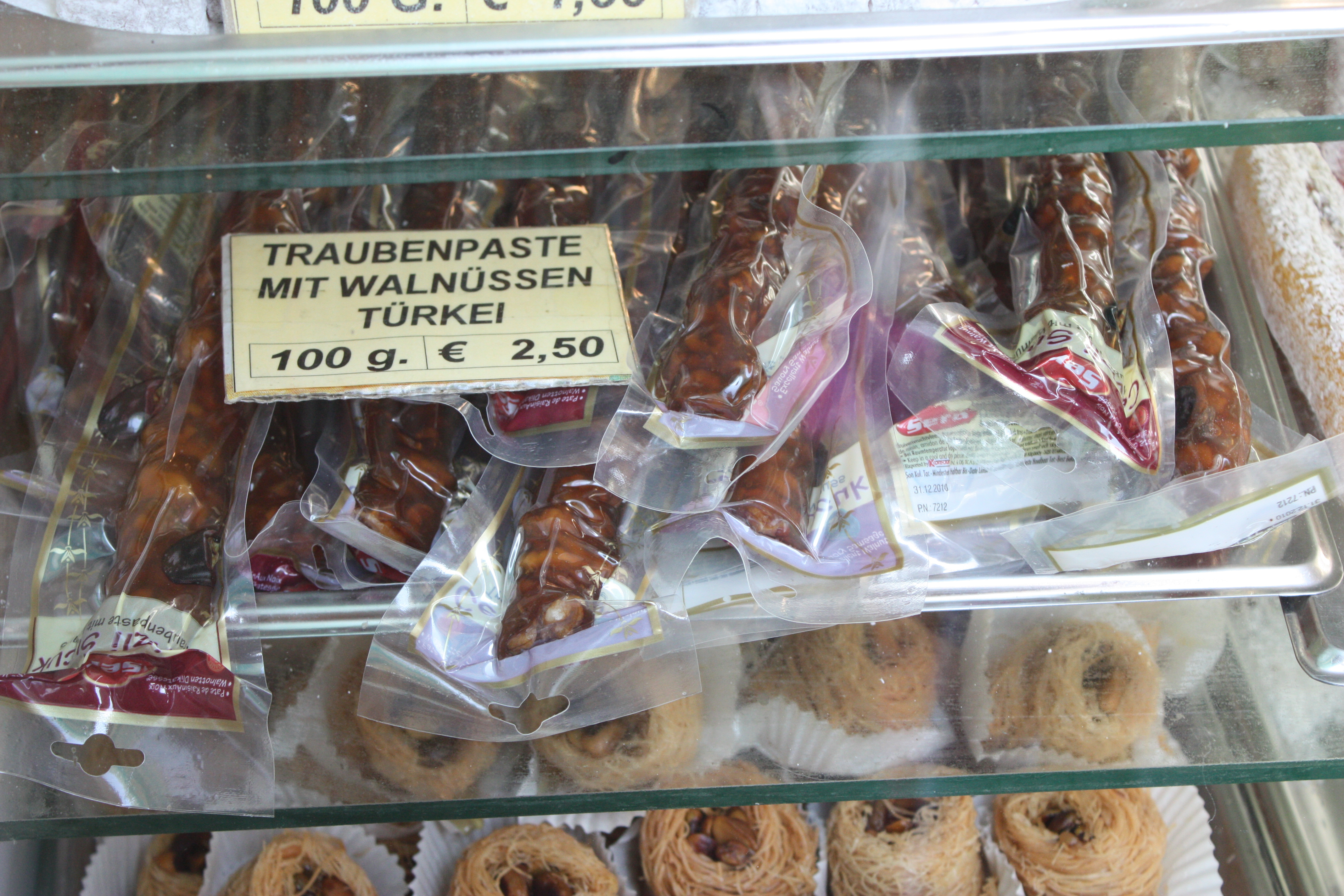
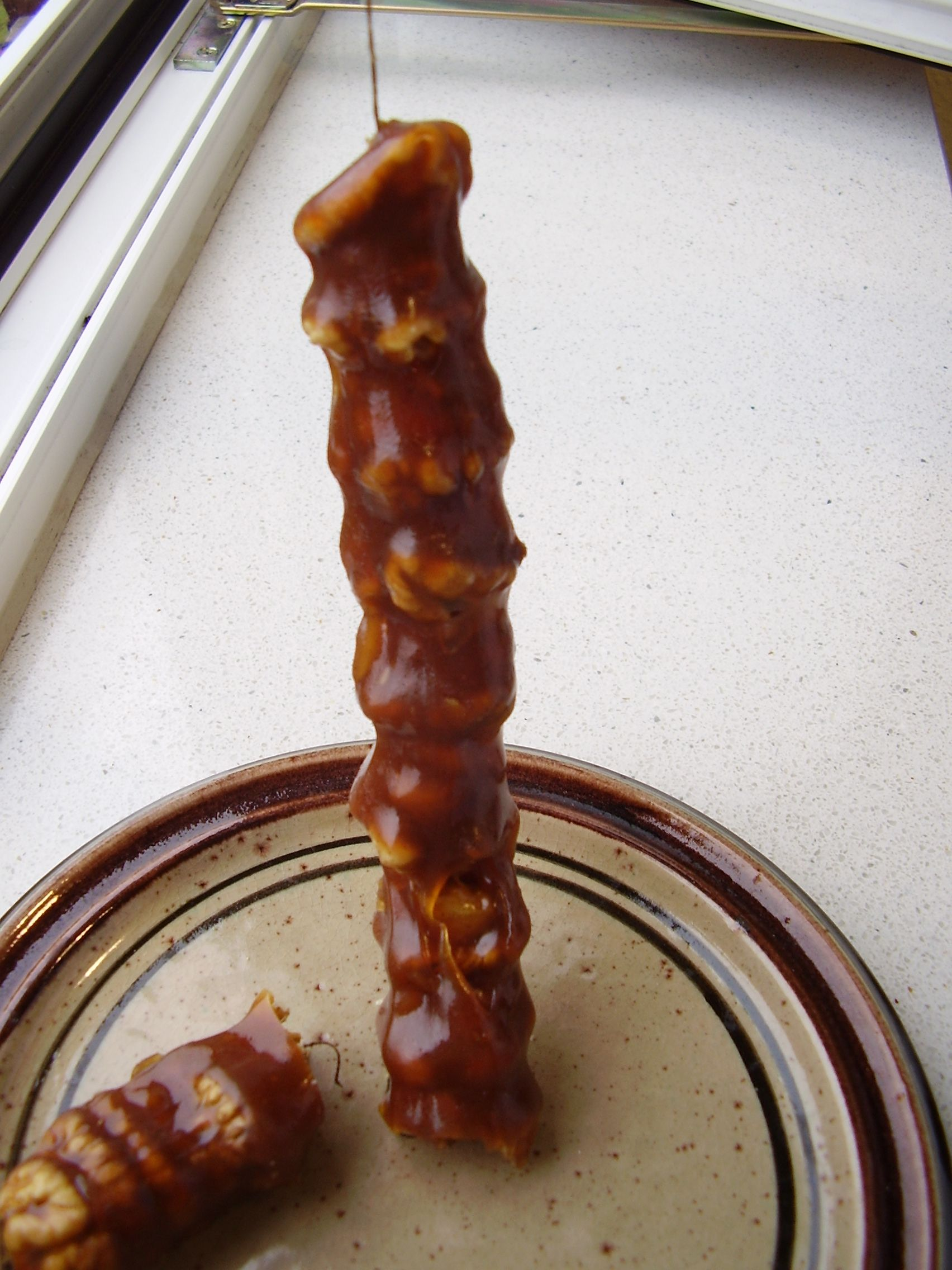
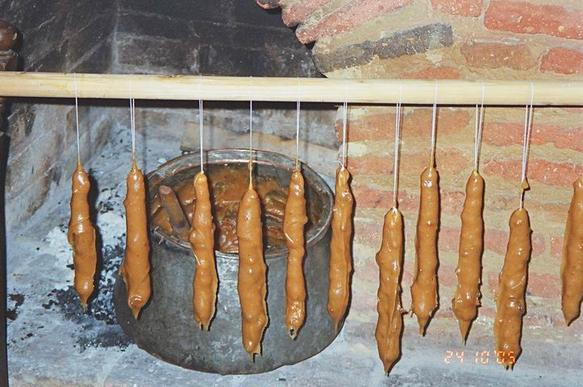
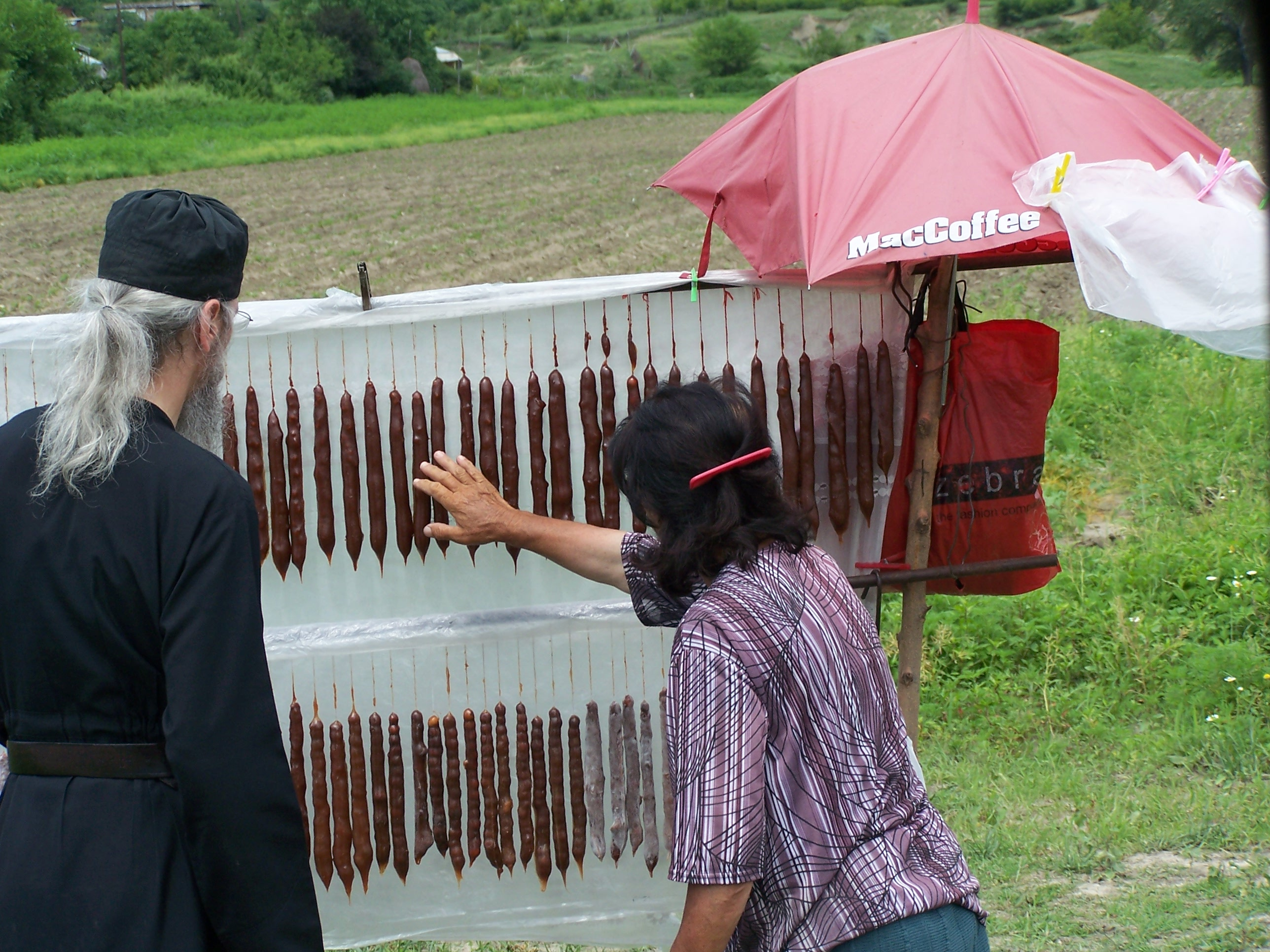